# Міжнародна федерація бразильського джиу-джитсу
Міжнародна федерація бразильського джиу-джитсу (англ. International Brazilian Jiu-Jitsu Federation; скор. — IBJJF) — міжнародна спортивна організація, що займається розвитком бразильського дзюдзюцу, а також підготовкою і проведенням змагань із цього виду єдиноборств. Федерація проводить змагання за першість із бразильського дзюдзюцу на регіональному, континентальному і світовому рівні. Федерація заснована і активно діє з 1994 року.

## Чемпіонати і турніри
Під егідою Міжнародної федерації бразильського дзюдзюцу проводяться такі спортивні заходи:
- Чемпіонат світу з бразильського дзюдзюцу

- Чемпіонат Європи з бразильського дзюдзюцу
- Чемпіонат Азії з бразильського дзюдзюцу
- Панамериканський чемпіонат з бразильського дзюдзюцу
- Південноамериканський чемпіонат з бразильського дзюдзюцу
- Чемпіонат Бразилії з бразильського дзюдзюцу
- Чемпіонат Ріо-де-Жанейро з бразильського дзюдзюцу
- Чемпіонат Гонолулу з бразильського дзюдзюцу
- Чемпіонат Нью-Йорка з бразильського дзюдзюцу
- Чемпіонат Маямі з бразильського дзюдзюцу
- Чемпіонат Лас-Вегаса з бразильського дзюдзюцу
- Чемпіонат Чикаго з бразильського дзюдзюцу
- Чемпіонат Бостона з бразильського дзюдзюцу
- Чемпіонат Х'юстона з бразильського дзюдзюцу
- Чемпіонат Монреаля з бразильського дзюдзюцу
- Чемпіонат Лондона з бразильського дзюдзюцу
- Чемпіонат Мельбурна з бразильського дзюдзюцу

## Похідні організації
В структуру Міжнародної федерації бразильського дзюдзюцу входять кілька похідних організацій — незалежних філій:
- Американська федерація бразильського дзюдзюцу
- Бразильська федерація бразильського дзюдзюцу
- Португальська федерація бразильського дзюдзюцу